# José Mateos (escritor)
José Mateos (Jerez, 22 de agosto de 1963) es un escritor, pintor y editor, español, uno de los principales exponentes de la llamada generación del 90 de la poesía española, galardonado con el Premio internazionale Torino in Sintesi en 2019. Numerosos críticos hablan de su obra como una de las más hondas de su generación. Sus principales obras han sido La Niebla (2003), Un año en la otra vida y, la última, Un sí menor. Actualmente dirige la editorial Libros Canto y Cuento .

## Poesía
José Mateos fue de los primeros poetas de su generación, los que comenzaron a escribir en los años 80 bajo la etiqueta de la poesía de la experiencia, en abandonar el tono narrativo e irónico de la poesía de aquellos años, para marcar el rumbo hacia una poesía más reflexiva, de un autobiografismo muy diluido y trascendente. Según el crítico José Luis García Martín, en El cultural, "si antes de su libro Canciones era un poeta notable, a partir de ese título, se convierte Mateos en un poeta imprescindible, que sabe volver a tocar, con gracia y misterio, los temas de siempre", que sabe hacerse y hacernos las grandes preguntas sin pedanterías ni grandilocuencia.
Sus libros de poesía son:
- Una extraña ciudad  (Ed. Renacimiento. Sevilla, 1990)

- Días en claro (Ed. Pre-Textos. Valencia, 1995)

- Canciones (Ed. Pre-Textos, Valencia, 2000)

- La niebla (Ed. Pre-Textos, Valencia, 2003)

- Haikus y otras pinceladas (Ed. El sitio. Sevilla, 2003 )

- Reunión. Poesía 1983-2003 (La Veleta. Ed. Comares, Granada, 2006)

- Canto y cuento (Ed. Hiperión, Madrid, 2006)

- Poesía Esencial (Ed. Renacimiento. Sevilla, 2013 )

- Cantos de vida y vuelta (Ed. Pre-Textos, Valencia, 2013)

- Otras Canciones (Ed. Pre-Textos, Valencia, 2016)

- Un sí menor (Ed. Pre-Textos, Valencia, 2019)

- Primavera, año cero (Ed. Milenio, Lleida, 2020)

- La hora del lobo (Ed. Pre-Textos, Valencia, 2022)

- Los nombres que te he dado (Fundación José Manuel Lara, Barcelona, 2024)

## Prosa
Silencio, quietud, sencillez son las búsquedas constantes que se encuentran en los ensayos de José Mateos, que buscan la contemplación extática de la belleza de un modo azoriniano. Las reflexiones sobre el asombro de vivir, sobre la fragilidad humana y sobre Dios entendido como aspiración y misterio son los principales ejes de su obra.  En varios libros realiza José Mateos una crítica personal sobre la sociedad contemporánea y  un firme alegato contra la "revolución consumista". José Mateos expresa con absoluta claridad su desconfianza hacia una sociedad en la que, "sin darnos cuenta, de un día para otro, hemos sido degradados de ciudadanos a clientes”.
Su obra en prosa abarca los siguientes títulos:
- Soliloquios y divinanzas (Ed. Pre-Textos, Valencia, 1998)

- Rememorias (Ed. La Chacillería. Jerez, 2004)

- La Razón y otras dudas (Ed. Pre-Textos, Valencia, 2007)

- Historias de un Dios menguante (Ed. Pre-Textos, Valencia, 2011)

- Silencios escogidos (Ed. Comares. Col. La Veleta, Granada 2013)

- Un año en la otra vida (Ed. Pre-Textos, Valencia, 2015)

- Las siete palabras de Cristo en la Cruz (Ed. Libros Canto y Cuento, Jerez, 2016)

- Un mundo en miniatura  (Ed. Renacimiento. Sevilla, 2017)

- El ojo que escucha  (Ed. Renacimiento. Sevilla, 2018)

- Tratado del no sé qué  (Ed. Pre-Textos, Valencia, 2021)

- Tres noches, tres auroras  (Newcastle Ediciones, Corvera, Murcia, 2023)

## Otras obras literarias
Además de la prosa y la poesía, José Mateos ha cultivado otros géneros como el teatro con las obras Proyecto Amniótica y  ¡Silencio, se piensa!, el aforismo como Un pensamiento sin máscara. Divinanzas sobre la poesía, publicado por Apeadero de Aforistas, y las viñetas en su libro Monigotes y divinanzas, publicado por la Editorial Renacimiento.

## Pintura
Para José Mateos la pintura es  una forma de “celebrar la superficie, la carnalidad de la vida”. En palabras de Mª Ángeles Robles se trata de una pintura evocadora de sus paseos por el campo y la playa en busca de esos momentos de revelación que la naturaleza le proporciona y de los que se nutre también su obra literaria. Paisajes contemplados con quietud, con empatía y con esa capacidad suya de ver más allá, de encontrar el alma de lo que nos rodea.